# Отладчик ядра
Отладчик ядра — программное обеспечение, работающее на уровне ядра операционной системы и позволяющее отлаживать ядро и его компоненты.

## Применение
Отладчики ядра находят множество применений. Вот некоторые из них:
- Отладка драйверов. Особенно это касается драйверов режима ядра
- Отладка ядра операционной системы. Под этим процессом понимается поиск ошибок в функционировании ядра, модификация кода ядра. В случае закрытых систем как например Windows возникает новая задача: документирование структур данных и функций ядра.
- Устранение и предотвращение BSOD. Отладчик позволяет увидеть ассемблерный код проблемной программы, например драйвера, и при наличии соответствующих знаний внести в него коррективы для исправления ошибок.
- Отладка вредоносного программного кода. Такого рода программы довольно часто активно воздействуют на ядро операционной системы, изменяют поведение системных функций. Чтобы понять логику таких программ требуется контролировать в том числе и поведение ядра. Это объясняется тем, что отладчик пользовательского режима опирается лишь на те API которые предлагает сама операционная система. Сами же эти API являются посредниками по отношению к ядру и в случае если вредоносной программе или любой другой удастся взять под контроль поведение соответствующих функций ядра, то отладчик окажется под контролем такой программы.
- Поиск уязвимостей программного обеспечения и написание эксплойтов. Эксплойты опираются на ошибки программы в ходе обработки входных данных что проявляется лишь во время её работы. Таким образом перед исследователем становятся две проблемы:

1. Найти то место, которое содержит уязвимость
2. Написать код, который сможет использовать найденную уязвимость.

Так как очень часто программное обеспечение не поставляется с исходными текстами, а лишь в бинарном виде и сами уязвимости имеют машинно-зависимый характер, то эти две проблемы требует специальных инструментов. При статическом исследовании программы такими инструментами как дизассемблер многие детали поведения программы остаются не узнанными, например те локации памяти куда идет доступ со стороны программы, более трудно установить пути исполнения кода программы. Отладчик позволяет контролировать программу во время выполнения и изучать те изменения, которые в ней происходят на любом этапе выполнения. Возможности отладчика по отображению состояния стека программы, регистров процессора позволяют узнать различную информацию о реакции программы на те или иные события, логику выполнения кода. Это позволяет решить как первую, так и вторую задачу, указанную выше. Примером того как это делается может служить 3 глава из книги Хакинг: искусство эксплойта

## Основные принципы функционирования
Для нормального функционирования отладчика уровня ядра требуется внесение изменений в ядро операционной системы. Довольно часто это решается при помощи внедрения в ядро дополнительных модулей. Фактически отладчик уровня ядра перехватывает глобально системные функции, которые отвечают за:
- Доступ к памяти
- Создание/завершение процессов

Так же отладчик ядра контролирует обращение к различным таблицам ядра. Ещё один важный момент это управление состоянием процессора, так как процессоры поддерживают пошаговую трассировку и точки останова на аппаратном уровне.

## Наиболее известные представители данного класса ПО
- softICE. Проприетарный отладчик разработанный фирмой Numega и распространяемый с продуктом DriverStudio. Были сделаны неофициальные сборки softICE различными хакерскими группами. softICE обеспечивал отладку кода на различных версиях Windows и был благодаря своим широким возможностям неофициальным стандартом в кругах, связанных с обратной инженерией ПО. Однако впоследствии оказался заброшен. Сейчас он уже используется все меньше и меньше, так как не совместим с Windows Vista и 7[2] В то же время softICE стал во многом фундаментом идеологии использования таких инструментов. Работает только на Windows платформе
- WinDbg, KD, LiveKD. WinDbg официальный бесплатный отладчик c закрытыми исходными текстами, входящий в состав Debugging Tools for Windows от Microsoft. Он ориентирован на GUI интерфейс. Наборы символов для него позволяют исследовать ядро Windows. KD ещё один отладчик от Microsoft, который предназначен для исследования ядра Windows. LiveKD это бесплатный отладчик ядра от Sysinternals, который позволяет отлаживать систему без использования второго компьютера, что требуют два предыдущих отладчика. Более подробно это описано в книге Марка Руссиновича и Дэвида Соломона Внутреннее устройство Windows.[3]
- Syser. Наследник softICE, разработанный китайскими программистами. Поддерживает интерфейс в стиле SoftICE. Совместим с новыми операционными системами Windows, поддерживает многопроцессорные системы. Платный продукт с закрытым исходным текстом.
- KDB. Отладчик уровня ядра для *nix от фирмы SGI. Активируется при помощи наложения патча на ядро[4]. OpenSource проект.
- Linice. Ещё один OpenSource отладчик ядра для *nix. Существуют некоторые проблемы совместимости с новыми ядрами Linux

## Проблемы при применении
Очень важно что отладчик должен быть совместим с ядром операционной системы, где используется, так как отладчик модифицирует основные структуры ядра, которые имеют свойство меняться от версии к версии. Применение некорректной версии отладчика может привести к непредсказуемому поведению системы.
Иной довольно серьёзной проблемой является конфликт между драйверами уровня ядра других приложений и отладчика. Примером может служить невозможность работы программы Daemon Tools при активном отладчике ядра. Некоторые программы отказываются функционировать, если обнаружат наличие отладчика в системе или попытки их отладки